# Homburg, Schweiz
Homburg är en ort och kommun i distriktet Frauenfeld i kantonen Thurgau, Schweiz. Kommunen har 1 570 invånare (2023).
Kommunen består av byarna Homburg, Gündelhart, Hörhausen och ett antal mindre byar.